# Otanthus
Otanthus là một chi thực vật có hoa trong họ Cúc (Asteraceae).

## Loài
Chi Otanthus gồm các loài: